# Festival RTP da Canção 1980
O XVII Festival RTP da Canção 1980 foi o décimo-sétimo Festival RTP da Canção, a final teve lugar no dia 7 de Março de 1980 no Teatro S. Luiz, em Lisboa, a 1ª semifinal teve lugar no dia 1 de Fevereiro de 1980, a 2ª semifinal teve lugar no dia 8 de Fevereiro de 1980 e a 3ª semifinal teve lugar no dia 15 de Fevereiro de 1980 no Teatro Villaret, em Lisboa.
Ana Zanatti e Eládio Clímaco foram os apresentadores da final do festival e das três semifinais o apresentador foi Eládio Clímaco.

## Festival
Em 1980 a RTP repetiu a mesma fórmula do ano anterior. Assim, a estação pública de televisão abriu concurso público a todos os compositores, tendo o canal recebeu 419 originais, e selecionou 27 canções que distribuiu por três eliminatórias que tiveram lugar no Teatro Villaret.
As três canções mais pontuadas, pelo júri de seleção, em cada semifinal transitaram para a grande final do Teatro S. Luiz.
O júri de seleção foi composto por Filipe de Brito, João David Nunes, Luís Villas-Boas, Pedro Bandeira Freire e Simone de Oliveira.
Os anfitriões deste festival foram Ana Zanatti e Eládio Clímaco.
Este festival assinalou o início das emissões regulares a cores em Portugal e glamour não faltou nomeadamente com a atuação das Frenéticas, as atrações convidadas que atuaram na 1ª parte e também com os concorrentes Doce, José Cid e Zélia. Foi um autêntico espetáculo de luz e cor digno de uma emissão especial que também comemorava o aniversário da RTP.
O grande vencedor da noite foi José Cid, com a canção de sua autoria, "Um grande, grande amor". Esta canção obteve 92 pontos do júri distrital o único responsável pelas votações da final. As Doce posicionaram-se em 2º lugar com 68 pontos.

## Participantes

### 1ª Semi-Final
| #  | Artista             | Canção                 | Letra (l) / Música (m)                                 | Pontuação | Classificação |
| -- | ------------------- | ---------------------- | ------------------------------------------------------ | --------- | ------------- |
| 1º | Lena d'Água         | "Olá, cega-rega"       | Paulo de Carvalho (m & l)                              | 4º        | 13            |
| 2º | Helena Isabel       | "Um abraço, mais nada" | Nuno Gomes dos Santos (m & l)                          | 7º        | 11            |
| 3º | Duo Sarabanda       | "Made in Portugal"     | Armando Gama (m), Cristiana Kopke (l)                  | 5º        | 12            |
| 4º | Madi                | "Lição de português"   | Luís Pedro da Fonseca (m & l), António Sala (l)        | 2º        | 17            |
| 5º | Rosa do Canto       | "Música suave"         | João Henrique e Fernando Guerra (m & l)                | 5º        | 12            |
| 6º | As Alegres Comadres | "Alegria em mi maior"  | Carlos Mendes (m), José Jorge Letria (l)               | 7º        | 11            |
| 7º | Fantástica Aventura | "Ai, ai, tão, tão"     | Luís Pinto de Freitas (m), António Avelar de Pinho (l) | 9º        | 8             |
| 8º | Manuel José Soares  | "Concerto maior"       | Manuel José Soares (m & l), Mário Contumélias (l)      | 3º        | 14            |
| 9º | SARL                | "Self-made man"        | Pedro Osório (m & l)                                   | 1º        | 18            |

A seleção das três canções para a final foi da responsabilidade de um júri constituído por 5 personalidades, que pontuaram cada uma das canções a concurso de 1 a 5 pontos, conforme a sua análise e apreciação dos temas:
| Canções Pontuadas | Júri de Seleção | Júri de Seleção  | Júri de Seleção    | Júri de Seleção  | Júri de Seleção       | Total | Lugar | Canções Pontuadas |
| ----------------- | --------------- | ---------------- | ------------------ | ---------------- | --------------------- | ----- | ----- | ----------------- |
| Canções Pontuadas | Filipe de Brito | João David Nunes | Simone de Oliveira | Luís Villas-Boas | Pedro Bandeira Freire | Total | Lugar | Canções Pontuadas |
| 1                 | 3               | 2                | 3                  | 3                | 2                     | 13    | 4º    | 1                 |
| 2                 | 3               | 2                | 2                  | 1                | 3                     | 11    | 7º    | 2                 |
| 3                 | 2               | 1                | 3                  | 5                | 1                     | 12    | 5º    | 3                 |
| 4                 | 3               | 3                | 4                  | 3                | 4                     | 17    | 2º    | 4                 |
| 5                 | 3               | 3                | 1                  | 3                | 2                     | 12    | 5º    | 5                 |
| 6                 | 4               | 2                | 1                  | 2                | 2                     | 11    | 7º    | 6                 |
| 7                 | 2               | 1                | 1                  | 3                | 1                     | 8     | 9º    | 7                 |
| 8                 | 3               | 3                | 3                  | 2                | 3                     | 14    | 3º    | 8                 |
| 9                 | 4               | 3                | 4                  | 3                | 4                     | 18    | 1º    | 9                 |

### 2ª Semi-Final
| #   | Artista      | Canção                   | Letra (l) / Música (m)                                         | Pontuação | Classificação |
| --- | ------------ | ------------------------ | -------------------------------------------------------------- | --------- | ------------- |
| 10º | Dina         | "Guardado em mim"        | Ondina Veloso (m), Eduardo Nobre (l)                           | 2º        | 21            |
| 11º | Lara Li      | "E pouco mais"           | Rui Serôdio (m), Maria Manuel Cardoso Silva (l)                | 5º        | 12            |
| 12º | Samuel       | "Que ninguém te dê nome" | Samuel Lopes Quedas (m), Manuel do Nascimento Lopes Branco (l) | 4º        | 15            |
| 13º | Edmundo Falé | "Nossa cantiga de amor"  | Edmundo Falé (m & l), Jorge Pinto (m)                          | 6º        | 9             |
| 14º | Jô           | "Mensagem de paz e amor" | Licínio França (m), Manuel Rodrigues (l)                       | 9º        | 7             |
| 15º | Doce         | "Doce"                   | Pedro Brito (m), Tozé Brito (l)                                | 3º        | 18            |
| 16º | Zélia Lopes  | "Nada a perder"          | Helder Fernandes (m & l)                                       | 8º        | 8             |
| 17º | Bric-à-Brac  | "Música portuguesa"      | João Henrique e Fernando Guerra (m & l)                        | 1º        | 22            |
| 18º | Zica         | "Que rotina"             | Helder Fernandes (m & l)                                       | 6º        | 9             |

A seleção das três canções para a final foi da responsabilidade de um júri constituído por 5 personalidades, que pontuaram cada uma das canções a concurso de 1 a 5 pontos, conforme a sua análise e apreciação dos temas:
(Não são conhecidas as votações individuais desta semifinal)

### 3ª Semi-Final
| #   | Artista                  | Canção                      | Letra (l) / Música (m)                                        | Pontuação | Classificação |
| --- | ------------------------ | --------------------------- | ------------------------------------------------------------- | --------- | ------------- |
| 19º | José Cid                 | "Um grande, grande amor"    | José Cid (m & l)                                              | 1º        | 20            |
| 20º | Carlos Paião             | "Amigos eu voltei"          | Carlos Paião (m & l)                                          | 6º        | 9             |
| 21º | Pedro Brito              | "Era"                       | Pedro Brito (m), Tozé Brito (l)                               | 5º        | 12            |
| 22º | Acácio Janeiro           | "Ao pé de ti (mulher nova)" | Paulo de Carvalho (m & l)                                     | 7º        | 8             |
| 23º | Alexandra e António Sala | "Uma razão de ser"          | Fernando Guerra (m & l)                                       | 4º        | 14            |
| 24º | Carlos Paulo             | "Amor quase louco"          | Humberto Ruaz (m), Joaquim Pessoa (l)                         | 7º        | 8             |
| 25º | Zélia                    | "Agosto em Lisboa"          | Manuel José Soares e Isabel Soares (m), Mário Contumélias (l) | 3º        | 16            |
| 26º | Carlos Alberto Vidal     | "Um girassol no olhar"      | Carlos Alberto Vidal (m), António Tavares Telles (l)          | 9º        | 7             |
| 27º | Quarteto Música em si    | "Esta página em branco"     | António Branco (m), Gustavo Sequeira (l)                      | 2º        | 19            |

A seleção das três canções para a final foi da responsabilidade de um júri constituído por 5 personalidades, que pontuaram cada uma das canções a concurso de 1 a 5 pontos, conforme a sua análise e apreciação dos temas:
| Canções Pontuadas | Júri de Seleção | Júri de Seleção  | Júri de Seleção    | Júri de Seleção  | Júri de Seleção       | Total | Lugar | Canções Pontuadas |
| ----------------- | --------------- | ---------------- | ------------------ | ---------------- | --------------------- | ----- | ----- | ----------------- |
| Canções Pontuadas | Filipe de Brito | João David Nunes | Simone de Oliveira | Luís Villas-Boas | Pedro Bandeira Freire | Total | Lugar | Canções Pontuadas |
| 19                | 5               | 5                | 4                  | 3                | 3                     | 20    | 1º    | 19                |
| 20                | 2               | 2                | 2                  | 2                | 1                     | 9     | 6º    | 20                |
| 21                | 2               | 2                | 2                  | 3                | 3                     | 12    | 5º    | 21                |
| 22                | 1               | 1                | 1                  | 3                | 2                     | 8     | 7º    | 22                |
| 23                | 4               | 1                | 2                  | 3                | 4                     | 14    | 4º    | 23                |
| 24                | 1               | 1                | 1                  | 3                | 2                     | 8     | 7º    | 24                |
| 25                | 4               | 2                | 3                  | 3                | 4                     | 16    | 3º    | 25                |
| 26                | 1               | 1                | 2                  | 2                | 1                     | 7     | 9º    | 26                |
| 27                | 2               | 4                | 4                  | 4                | 5                     | 19    | 2º    | 27                |

### Final
| #   | Artista               | Canção                   | Letra (l) / Música (m)                                        | Pontuação | Classificação |
| --- | --------------------- | ------------------------ | ------------------------------------------------------------- | --------- | ------------- |
| 4º  | Madi                  | "Lição de português"     | Luís Pedro da Fonseca (m & l), António Sala (l)               | 3º        | 45            |
| 8º  | Manuel José Soares    | "Concerto maior"         | Manuel José Soares (m & l), Mário Contumélias (l)             | 7º        | 10            |
| 9º  | SARL                  | "Self-made man"          | Pedro Osório (m & l)                                          | 4º        | 44            |
| 10º | Dina                  | "Guardado em mim"        | Ondina Veloso (m), Eduardo Nobre (l)                          | 8º        | 5             |
| 15º | Doce                  | "Doce"                   | Pedro Brito (m), Tozé Brito (l)                               | 2º        | 68            |
| 17º | Bric-à-Brac           | "Música portuguesa"      | João Henrique e Fernando Guerra (m & l)                       | 5º        | 40            |
| 19º | José Cid              | "Um grande, grande amor" | José Cid (m & l)                                              | 1º        | 92            |
| 25º | Zélia                 | "Agosto em Lisboa"       | Manuel José Soares e Isabel Soares (m), Mário Contumélias (l) | 9º        | 2             |
| 27º | Quarteto Música em si | "Esta página em branco"  | António Branco (m), Gustavo Sequeira (l)                      | 6º        | 24            |

#### Resultados
A votação coube ao júri nacional, constituído por 22 júris sediados nas 18 capitais de distrito de Portugal Continental e em 4 cidades dos Açores e Madeira, que pontuou de 1 a 5 pontos as cinco canções que os seus jurados mais apreciaram. O júri foi chamado a votar segundo a ordem alfabética das respetivas cidades:
| Júri Nacional     | Canções Pontuadas | Canções Pontuadas | Canções Pontuadas | Canções Pontuadas | Canções Pontuadas | Canções Pontuadas | Canções Pontuadas | Canções Pontuadas | Canções Pontuadas |
| ----------------- | ----------------- | ----------------- | ----------------- | ----------------- | ----------------- | ----------------- | ----------------- | ----------------- | ----------------- |
| Júri Nacional     | 4                 | 8                 | 9                 | 10                | 15                | 17                | 19                | 25                | 27                |
| Angra do Heroísmo |                   |                   | 3                 |                   | 4                 | 1                 | 5                 |                   | 2                 |
| Aveiro            |                   |                   |                   |                   | 4                 | 2                 | 5                 | 1                 | 3                 |
| Beja              | 3                 |                   | 5                 |                   | 1                 |                   | 2                 |                   | 4                 |
| Braga             | 5                 |                   | 3                 |                   |                   | 2                 | 4                 | 1                 |                   |
| Bragança          |                   | 2                 | 1                 |                   |                   | 3                 | 5                 |                   | 4                 |
| Castelo Branco    | 3                 |                   | 1                 |                   | 4                 | 5                 | 2                 |                   |                   |
| Coimbra           | 3                 |                   | 2                 |                   | 4                 |                   | 5                 |                   | 1                 |
| Évora             | 3                 | 1                 |                   | 2                 | 4                 |                   | 5                 |                   |                   |
| Faro              | 1                 | 3                 |                   |                   | 2                 | 4                 | 5                 |                   |                   |
| Funchal           | 2                 |                   | 4                 |                   | 5                 | 3                 | 1                 |                   |                   |
| Guarda            |                   |                   | 1                 | 2                 | 4                 | 3                 | 5                 |                   |                   |
| Horta             | 2                 |                   | 3                 |                   | 4                 | 1                 | 5                 |                   |                   |
| Leiria            | 2                 |                   |                   |                   | 5                 | 3                 | 4                 |                   | 1                 |
| Lisboa            | 1                 |                   |                   |                   | 5                 | 2                 | 4                 |                   | 3                 |
| Ponta Delgada     | 4                 | 2                 | 1                 |                   |                   | 3                 | 5                 |                   |                   |
| Portalegre        | 1                 |                   | 4                 |                   | 3                 | 2                 | 5                 |                   |                   |
| Porto             | 1                 |                   | 2                 |                   | 3                 |                   | 5                 |                   | 4                 |
| Santarém          | 5                 |                   | 2                 | 1                 | 3                 |                   | 4                 |                   |                   |
| Setúbal           |                   |                   | 5                 |                   | 4                 | 1                 | 3                 |                   | 2                 |
| Viana do Castelo  | 2                 | 1                 | 5                 |                   | 4                 |                   | 3                 |                   |                   |
| Vila Real         | 3                 | 1                 |                   |                   | 4                 | 2                 | 5                 |                   |                   |
| Viseu             | 4                 |                   | 2                 |                   | 1                 | 3                 | 5                 |                   |                   |
| Total             | 45                | 10                | 44                | 5                 | 68                | 40                | 92                | 2                 | 24                |
| Lugar             | 3º                | 7º                | 4º                | 8º                | 2º                | 5º                | 1º                | 9º                | 6º                |
| Júri Nacional     | 4                 | 8                 | 9                 | 10                | 15                | 17                | 19                | 25                | 27                |
| Júri Nacional     | Canções Pontuadas |                   |                   |                   |                   |                   |                   |                   |                   |

| Júri Nacional     | Canções Pontuadas | Canções Pontuadas | Canções Pontuadas | Canções Pontuadas | Canções Pontuadas | Canções Pontuadas | Canções Pontuadas | Canções Pontuadas | Canções Pontuadas |
| ----------------- | ----------------- | ----------------- | ----------------- | ----------------- | ----------------- | ----------------- | ----------------- | ----------------- | ----------------- |
| Júri Nacional     | 4                 | 8                 | 9                 | 10                | 15                | 17                | 19                | 25                | 27                |
| Angra do Heroísmo | 0                 | 0                 | 3                 | 0                 | 4                 | 1                 | 5                 | 0                 | 2                 |
| Aveiro            | 0                 | 0                 | 3                 | 0                 | 8                 | 3                 | 10                | 1                 | 5                 |
| Beja              | 3                 | 0                 | 8                 | 0                 | 9                 | 3                 | 12                | 1                 | 9                 |
| Braga             | 8                 | 0                 | 11                | 0                 | 9                 | 5                 | 16                | 2                 | 9                 |
| Bragança          | 8                 | 2                 | 12                | 0                 | 9                 | 8                 | 21                | 2                 | 13                |
| Castelo Branco    | 11                | 2                 | 13                | 0                 | 13                | 13                | 23                | 2                 | 13                |
| Coimbra           | 14                | 2                 | 15                | 0                 | 17                | 13                | 28                | 2                 | 14                |
| Évora             | 17                | 3                 | 15                | 2                 | 21                | 13                | 33                | 2                 | 14                |
| Faro              | 18                | 6                 | 15                | 2                 | 23                | 17                | 38                | 2                 | 14                |
| Funchal           | 20                | 6                 | 19                | 2                 | 28                | 20                | 39                | 2                 | 14                |
| Guarda            | 20                | 6                 | 20                | 4                 | 32                | 23                | 44                | 2                 | 14                |
| Horta             | 22                | 6                 | 23                | 4                 | 36                | 24                | 49                | 2                 | 14                |
| Leiria            | 24                | 6                 | 23                | 4                 | 41                | 27                | 53                | 2                 | 15                |
| Lisboa            | 25                | 6                 | 23                | 4                 | 46                | 29                | 57                | 2                 | 18                |
| Ponta Delgada     | 29                | 8                 | 24                | 4                 | 46                | 32                | 62                | 2                 | 18                |
| Portalegre        | 30                | 8                 | 28                | 4                 | 49                | 34                | 67                | 2                 | 18                |
| Porto             | 31                | 8                 | 30                | 4                 | 52                | 34                | 72                | 2                 | 22                |
| Santarém          | 36                | 8                 | 32                | 5                 | 55                | 34                | 76                | 2                 | 22                |
| Setúbal           | 36                | 8                 | 37                | 5                 | 59                | 35                | 79                | 2                 | 24                |
| Viana do Castelo  | 38                | 9                 | 42                | 5                 | 63                | 35                | 82                | 2                 | 24                |
| Vila Real         | 41                | 10                | 42                | 5                 | 67                | 37                | 87                | 2                 | 24                |
| Viseu             | 45                | 10                | 44                | 5                 | 68                | 40                | 92                | 2                 | 24                |
| Lugar             | 3º                | 7º                | 4º                | 8º                | 2º                | 5º                | 1º                | 9º                | 6º                |
| Júri Nacional     | 4                 | 8                 | 9                 | 10                | 15                | 17                | 19                | 25                | 27                |
| Júri Nacional     | Canções Pontuadas |                   |                   |                   |                   |                   |                   |                   |                   |